# Khamis Abakar

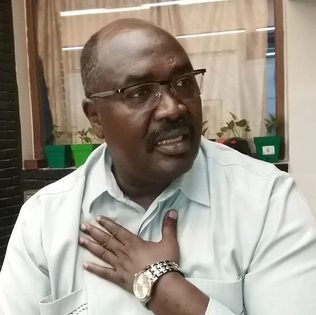
Khamis Abakar em 2021.

Khamis Abdullah Abakar (em árabe: خميس عبد الله أبكر; falecido em 14 de junho de 2023), também conhecido como Abdallah Abakar, foi um político, ativista e ex-comandante do exército sudanês que serviu como governador de Darfur Ocidental de 2021 a 2023.
Antes de ser governador, Abakar chefiou uma facção do Movimento de Libertação Sudanês, que lutou contra os militares sudaneses e a Janjaweed (mais tarde Forças de Apoio Rápido) durante a Guerra do Darfur. Em 2020, a facção de Abakar do Movimento de Libertação Sudanês assinou o Acordo de Paz de Juba, e Abakar foi nomeado governador de Darfur Ocidental um ano depois.

## Juventude e guerra em Darfur
Pouco se sabe sobre a juventude de Abakar, incluindo sua cidade natal, data de nascimento e infância.
Abakar participou na Guerra de Darfur, ascendendo ao cargo de vice-presidente do Exército de Libertação do Sudão, além de ser o líder dos soldados masalit no grupo. Em 2006, Khamis Abakar foi citado pela Human Rights Watch durante o seu tempo como comandante do Exército de Libertação do Sudão por recrutar à força adolescentes refugiados masalit dos campos de refugiados do Chade. Em algum momento de 2006, uma facção liderada por Abakar separou-se do Exército de Libertação do Sudão durante as negociações de paz em Asmara. Este grupo aliou-se a outras organizações rebeldes nesse mesmo ano para criar a Aliança das Forças Revolucionárias do Sudão Ocidental, de curta duração.
Em 2011, a facção de Abakar juntou-se novamente à facção de Abdul Wahid al Nur.

## Governador de Darfur Ocidental
Após a Revolução Sudanesa em 2020, quase todos os grupos rebeldes assinaram o Acordo de Paz de Juba, incluindo o Movimento de Libertação do Sudão, do qual Abakar ainda fazia parte. Numa tentativa de cimentar a paz, o primeiro-ministro interino Abdalla Hamdok nomeou vários antigos líderes milicianos para cargos de governador em Darfur. Em 13 de junho de 2021, Abakar foi nomeado governador de Darfur Ocidental, substituindo Mohamed Abdalla Aldoma. Em Julho de 2021, apenas um mês após o início do mandato de Abakar, Hemedti, o comandante das Forças de Apoio Rápido, encorajou Abakar a usar antigos soldados do Exército de Libertação do Sudão para acabar com os confrontos étnicos na capital de Darfur Ocidental, Geneina, que eclodiram em Abril daquele ano.  Abakar também tentou mitigar os confrontos tribais na remota Jebel Marra em novembro de 2021. Ao longo da administração de Abakar, vários outros confrontos tribais mortais eclodiram entre 2022 e 2023.

### Assassinato
Quando o conflito sudanês de 2023 eclodiu, Abakar aliou-se às Forças Armadas Sudanesas. As Forças de Apoio Rápido lançaram ataques contra civis masalits durante o cerco à cidade de Geneina, incluindo membros da família de Abakar. O governador escapou por pouco de uma tentativa de assassinato quando indivíduos armados não identificados abriram fogo contra seu veículo em 28 de abril. Informantes confidenciais com conhecimento do incidente informaram à Al Jazeera que os supostos agressores estavam supostamente associados às Forças de Apoio Rápido.
Em 14 de junho, um bombardeio das Forças de Apoio Rápido no bairro de El Jamarik matou dezessete civis, incluindo parentes do sultão de Dar Masalit. Um dos parentes mortos foi o emir de Dar Masalit, Tariq Abdelrahman Bahlredin. Outros 37 ficaram feridos no ataque. Khamis Abakar denunciou a situação como um genocídio em 13 de junho e afirmou que o exército sudanês não estava deixando a base militar para ajudar os civis. Em resposta, as Forças de Apoio Rápido chamaram a batalha de El Geneina de "conflito tribal".
Em 15 de junho, Abakar foi sequestrado, torturado e executado por supostos militantes das Forças de Apoio Rápido, liderados por Abdel Rahman Jumma, por sua declaração dois dias antes. As Forças de Apoio Rápido responsabilizaram as forças sudanesas pela morte de Abakar, apesar das evidências em vídeo mostrarem soldados da organização atacando Abakar. Os ativistas masalits alegaram que Abakar foi morto depois de se ter recusado a refutar as suas declarações sobre o genocídio em El Geneina. O chefe do Movimento pela Justiça e Igualdade, Mansour Arbab, acusou Jumma pelo assassinato de Abakar, juntamente com a Força Conjunta de Darfur. Minni Minnawi, líder da Força Conjunta de Darfur, lamentou o assassinato, mas não acusou as Forças de Apoio Rápido. Mais tarde, o Alto Comissariado das Nações Unidas para os Direitos Humanos deplorou o assassinato.

## Nota
- Este artigo foi inicialmente traduzido, total ou parcialmente, do artigo da Wikipédia em inglês cujo título é «Khamis Abakar».